# Francisco Rabal
Francisco Rabal (Águilas, 1926. március 8. – Bordeaux, 2001. augusztus 29.), elterjedt becenevén Paco Rabal, Goya-díjas spanyol színész. Emlékezetes alakításai voltak – többek közt – barátja, Luis Buñuel filmrendező filmjeiben.

## Élete, pályája

### A gyermekkortól
Egy bányásztáborban született, ahol az édesapja dolgozott. Édesanyjának kis malma volt. A spanyol polgárháború kitörésével a család Murcia tartományból Madridba költözött.
Francisco, még mint gyermek, először utcai eladó lett, aztán csokoládégyárban dolgozott, majd 13 éves korában a Chamartín Film Stúdiókhoz került, mint villanyszerelő. Itt kezdődött filmes karrierje – tömegjelenetekben statisztált.

### Színházi színész
Dámaso Alonso és mások tanácsára 1947-től a színházi szerepléssel próbálkozott, sikerrel. Hivatalosan a Francisco Rabal nevet használta színészneveként, de hamarosan mindenki csak Paco Rabalként ismerte. Fellépett például a Lope de Vega és a María Guerrero színházakban. Ekkor ismerkedett meg Asuncón Balaguerrel, aki a felesége lett és életre szóló párja. Lányuk, Teresa Rabal sikeres színész, énekes és televíziós személyiség, fiuk, Benito Rabal filmrendező lett.

### Filmes karrierje
Filmekben statisztaként Rabal már az 1940-es évek végén feltűnt. Csak 1950-ben szólalt meg először a filmvásznon, és fontos szerepeket csak évekkel később kapott, főleg Luis Buñuelnek köszönhetően. Egyik emlékezetes alakítása Nazarín pap szerepe Buñuel azonos című filmjében, illetve Jorge szerepe szintén Buñuel Viridiana című alkotásában (a filmben egyébként lánya is szerepelt gyermekszereplőként, Rita szerepében).
Legnagyobb filmes alakítása – sokak szerint – Azarías szerepének eljátszása volt a minden idők egyik legjobb filmjeként számon tartott Los Santos Inocentes című, Mario Camus-filmben, 1984-ben. 1987-ben a szintén nagy sikerű Juncal című televíziós sorozatban játszott el a címszerepet. Három különböző filmben játszotta el Francisco Goya szerepét; a festő egyéniségét a magáéhoz nagyon közelinek érezte.
A XXV. Montreali Fesztiválról visszatérőben érte a halál tüdőelégtelenség miatt a Csatorna (La Manche) felett egy Londonból indult repülőn, amely már hiába hajtott végre rosszulléte miatt kényszerleszállást Bordeaux-ban.
Rabal mellékesen író is volt, verseket, "kuplékat" publikált és Augustín Cerezalesszel közösen írta meg önéletrajzát (Si yo te contara, "Ha mindet elmondanám").

## Filmográfia
- 1946: El crimen de Pepe Conde
- 1946: La pródiga
- 1948: Revelación
- 1950: La honradez de la cerradura … Ernesto
- 1951: Duda … Rafael
- 1955: Egy kerékpáros halála
- 1956: A nagy kék országút (The Wide Blue Road)
- 1957: A kacér Marisa (Marisa la civetta)
- 1958: Nazarin … Don Nazario
- 1958: A rövidnadrágos ember … Mario
- 1961: Napfogyatkozás (L’Eclisse) … Ricardo
- 1961: Délután 5-kor Madridban … Juan Reyes
- 1961: Viridiana … Jorge
- 1963: Sándor Mátyás (Mathias Sandorf) … Frédéric de Rotenbourg kormányzó
- 1964: Banditasirató (Llanto por un bandido) … José María „El Tempranillo”
- 1965: Az inkák kincse (Das Vermächtnis des Inka) … Gambusino
- 1966: Az apáca (La Religieuse) … Dom Morel
- 1967: A nap szépe (Belle de jour) … Hyppolite
- 1967: Boszorkányok (Le streghe) … Paolo
- 1968: El „Che” Guevara … Che Guevara
- 1969: Sasok London felett (La battaglia d′Inghilterra) … Martin Donovan
- 1971: Goya, vagy a megismerés rögös útja (Goya, historia de una soledad)
- 1972: Vadnyugati Casanova (Si pun fare… amigo) … Franciscus
- 1973: A zalameai bíró (La leyenda del alcalde de Zalamea) … Pedro Crespo, Zalamea bírája
- 1973: A maffia ügyvédje (Il consigliori) … Vincent Garofalo
- 1975: Nézd a bohócot (Attenti al buffone) … prelátus
- 1976: Tatárpuszta (Il deserto dei tartari) … Marshal Tronk
- 1977: A félelem ára (Sorcerer) … Nilo
- 1977: A vasprefektus (Il Prefetto di Ferro) … Calogero Albanese
- 1978: Corleone … Don Giusto Provenzano
- 1978: Maradj meg ilyennek (Cosi come sei) … Lorenzo
- 1982: A méhkas (La colmena) … Ricardo Sorbedo
- 1983: Börtönviselt ember … Ginés Jiménez Valera
- 1984: Avilai Szent Teréz élete (tv-sorozat) … Alonso
- 1984: Aprószentek … Azarías
- 1986: Camorra - A nápolyi kapcsolat (Camorra)
- 1986: Történelem (TV film) … Remo
- 1988: Ördöghegy (La collina del diavolo) … Stanislao Lewoski
- 1989: Fehér galamb (La blanca paloma)
- 1990: Kötözz meg és ölelj! (iÁtame!) … Máximo Espejo
- 1995: A sánta galamb (El palomo cojo) … Tío Ricardo
- 1998: Angyalok beszéde (Talk of Angels) … Don Jorge
- 1998: A csodák evangéliuma (El Evangelio de las Maravillas)
- 1999: Goya Bordeaux-ban … Goya
- 2001: Irány a forradalom (Alla rivoluzione sulla due cavalli) … Enrique nagybácsi
- 2001: Dagon – Az elveszett sziget (Dagon) … Ezequiel

## Kitüntetései
Alakításaiért számos rangos díjat nyert Spanyolországban és külföldön.